# Minuto y resultado
Minuto y resultado fue un programa deportivo semanal sobre la jornada de la Liga Española de Fútbol que emitía la cadena de televisión española La Sexta, desde febrero de 2007 los domingos a partir de las 18:30 horas. Estaba presentado por Patxi Alonso.
El espacio incluye conexiones en directo con los partidos que se están jugando, a modo de carrusel radiofónico. Desde su central de datos, un equipo de periodistas cuentan al instante todas la incidencias que ocurren en los partidos en juego de cada jornada en Primera División.
Además tiene secciones sobre la actualidad futbolística e históricas y amplios resúmenes de los partidos de fútbol de cada jornada de la Liga Española, la 2.ª División y la Premier League. Las secciones más populares del programa son: "La película de Maceda", "La pizarra de Gica", "Los Pellizkikos", "El Golograma" y " Lo mejor de la Premier League".
Minuto y resultado se emitía los domingos por la tarde, siempre que había jornada de Liga. Estaba presentado por Patxi Alonso y contaba con colaboradores como los exfutbolistas Antonio Maceda y Gica Craioveanu. Los periodistas que están y han estado en la central de datos son: María Martínez, Susana Guasch, Óscar Rincón, Jorge Vicente, Rodrigo González, Carlota Reig, David Labrador, Marta Diezhandino, Verónica Palomares y David Vidales. Su director es Felipe del Campo. Desde la temporada 2007/08 les acompaña "Chicharro", un simpático personaje creado y animado por el animador gráfico Suso Martínez, que toca el bombo cuando se produce un gol. Desde la temporada 2009/10 se une también "Don Silbato", otro personaje obra del mismo autor que aparece cuando sucede alguna jugada polémica.
Su emisión más vista de la temporada 2008/09 correspondió a la jornada 27 (15 de marzo de 2009), con 1.262.000 espectadores y una cuota de pantalla del 10,8%. Por el contrario, firmó su registro más bajo de audiencia en la 9.ª jornada (2 de noviembre de 2008), con 518.000 espectadores y una cuota del 3,4%.
El grafismo y las animaciones de personajes de Suso Martínez son proporcionadas por Mediatem, del grupo Mediapro. Los gráficos de información y la operatividad del sistema a tiempo real son proporcionados por la empresa wTVision.
En La Liga 2011/2012 pasa a presentar Antonio Esteva y Miguel Serrano, con la colaboración de Sid Lowe.